# Списак епизода серије Хотел Балкан
Хотел Балкан је српска теленовела која се приказује од 21. септембра 2020. године на РТС 1. 

## Преглед
| Сезона | Сезона | Епизоде | Епизоде | Оригинално емитовање | Оригинално емитовање |
| Сезона | Сезона | Епизоде | Епизоде | Премијера            | Финале               |
| ------ | ------ | ------- | ------- | -------------------- | -------------------- |
|        | 1.     | 29      | 29      | 21. септембар 2020.  | 3. новембар 2020.    |